# Parti démocrate-libéral (Roumanie)
Pour les articles homonymes, voir Parti démocrate libéral, Parti libéral-démocrate et Parti démocrate.
Ne doit pas être confondu avec Parti libéral-démocrate (Roumanie).
Le Parti démocrate-libéral (en roumain : Partidul Democrat Liberal, PDL) est un parti politique roumain de centre droit, chrétien-démocrate et libéral. Il est issu du renommage en 2008 du Parti démocrate, résultant lui-même des transformations successives du Front de salut national.
Il fusionne en 2014 dans le Parti national libéral.

## Histoire

### Prémices de l'union
C'est au cours de l'année 2007 que le Parti démocrate (PD), fondé comme un parti social-démocrate sous le nom de Front de salut national en 1990, et le Parti libéral-démocrate (PLD), créé en dissidence du Parti national libéral (PNL) en 2006, prennent la décision de fusionner.
Ce choix fait suite à la campagne du référendum du 20 avril sur la destitution du président Traian Băsescu, issu du PD. Durant la campagne, le PD et le PLD sont les seules forces politiques à s'opposer au renversement du chef de l'État, qui sera largement rejeté.
En juillet 2007, les deux partis passent un accord de collaboration, qui exclut cependant une liste commune aux élections européennes spéciales du 25 novembre 2007. Lors de ce scrutin, le PD emmené par l'ancien ministre Sorin Frunzăverde s'impose avec 28,8 % des voix, tandis que le PLD conduit par Theodor Stolojan, son président et ex-Premier ministre, réalise un score de 7,8 % des suffrages.

### Rassemblement des libéraux-conservateurs
Finalement, le 3 décembre 2007, les deux partis annoncent leur fusion prochaine. Une convention nationale extraordinaire, convoquée le 15 décembre suivant, acte la réunion, approuve les statuts et le nom de la formation. Emil Boc, président du PD, devient président du PDL, Vasile Blaga en est désigné secrétaire général, alors que Stolojan et Adriean Videanu sont choisis comme premiers vice-présidents. La fusion se fait en réalité par absorption du PLD par le PD. Le Parti démocrate prend le nom de Parti démocrate-libéral le 26 mars 2008.
Aux élections législatives du 30 novembre 2008, le PDL se retrouve coude-à-coude avec le Parti social-démocrate (PSD). À la Chambre des députés les démocrates-libéraux recueillent 32,4 % des voix et 115 députés, un de plus que le PSD ; au Sénat, l'écart est presque le même avec 51 sénateurs du PDL contre 49 des sociaux-démocrates.

### De la grande coalition au gouvernement Ungureanu
Le 11 décembre, Theodor Stolojan est désigné formateur par le président Traian Băsescu. Il rend son mandat quatre jours plus tard, sans raison particulière, et le chef de l'État le remplace par Emil Boc. Celui-ci, prenant acte de l'incapacité à former une alliance avec le Parti national libéral, choisit de se tourner vers le PSD. Se forme alors une grande coalition forte de 229 députés sur 334 et 100 sénateurs sur 137.
Les élections européennes du 7 juin 2009 maintiennent cette situation de mouchoir de poche, le PDL finissant en deuxième position avec 29,7 % des voix et 10 députés sur 33, soit un de moins que le PSD. À cette occasion, Theodor Stolojan est réélu au Parlement européen tandis que l'ancienne ministre de la Justice Monica Macovei y fait son entrée.
La coalition se rompt quatre mois plus tard, le 1er octobre, dans la perspective de l'élection présidentielle. Le Parlement approuve dix jours plus tard une motion de censure contre Boc, mais Băsescu le maintient en fonction le temps de la campagne électorale. Réélu d'extrême justesse, le président reconduit Emil Boc qui retrouve une majorité le 23 décembre suivant grâce à l'Union démocrate magyare de Roumanie (UDMR) et l'Union nationale pour le progrès de la Roumanie (UNPR, formée de dissidents du PSD).
Ce sont finalement les politiques d'austérité qui auront raison du gouvernement Boc II. Traian Băsescu appelle alors l'ancien ministre des Affaires étrangères Mihai Răzvan Ungureanu, indépendant, et celui-ci accède au pouvoir avec la même majorité que Boc le 9 février 2012. Deux mois et demi plus tard, le 7 mai, Ungureanu est contraint de céder le pouvoir au social-démocrate Victor Ponta, qui a fait approuver une nouvelle motion de censure par les parlementaires.

### Échec de l'Alliance de la Roumanie droite
La déroute du parti aux élections locales du 10 juin 2012 amène Emil Boc à démissionner de la direction de la formation. Le président du Sénat Vasile Blaga prend sa suite le 30 juin, mais est destitué de ses fonctions à la chambre haute le 3 juillet. Avec la Force citoyenne (FC) et son allié traditionnel du Parti national paysan chrétien-démocrate (PNȚCD), le PDL forme l'Alliance de la Roumanie droite (ARD) qui cherche à contrebalancer l'Union sociale-libérale (USL) qui réunit le PSD et le PNL. C'est un échec, puisqu'aux élections législatives du 9 décembre suivant, l'ARD se contente de 15,8 % à la Chambre et 16,9 % au Sénat. Le PDL remporte alors 52 députés sur 412 et 22 sénateurs sur 176.
Lors de la convention nationale du 13 mars 2013, Vasile Blaga est réélu à la présidence du PDL contre Elena Udrea. Le président Băsescu, soutien d'Udrea, accuse Blaga et ses soutiens de fraude. Il quitte alors le PDL. Onze mois plus tard dix députés, dont deux ex-ministres, démissionnent à leur tour du parti et rejoignent le Parti Mouvement populaire (PMP), constitué par des proches du chef de l'État.
Lors des élections européennes de 2014, le PDL a remporté 12,23 % des suffrages exprimés et cinq sièges sur les 32 alloués à la Roumanie.

### Fusion dans le Parti national libéral
Le 26 juillet 2014, lors d'un congrès commun, le PDL et le Parti national libéral (PNL) décident de la fusion de leurs deux formations. Le nouveau parti conserve toutefois la dénomination historique de Parti national libéral. La décision de cette fusion a par ailleurs été précédée, une semaine auparavant, par l’absorption de la petite formation Force citoyenne de l'ancien Premier ministre, Mihai Răzvan Ungureanu, par le PDL.

## Idéologie
Parti chrétien-démocrate et libéral, le PDL est favorable à l'intégration européenne et à l'économie de marché.

## Dirigeants

### Présidents
- Emil Boc (15 décembre 2007-30 juin 2012)
- Vasile Blaga (30 juin 2012-17 novembre 2014)

## Résultats électoraux

### Législatives
| Année | Chambre des députés | Chambre des députés | Sénat | Sénat    | Rang | Gouvernement                                                             |
| Année | %                   | Sièges              | %     | Sièges   | Rang | Gouvernement                                                             |
| ----- | ------------------- | ------------------- | ----- | -------- | ---- | ------------------------------------------------------------------------ |
| 2008  | 32,2                | 115 / 334           | 33,6  | 51 / 147 | 1re  | Boc I (2008-2009) et II (2009-2012), Ungureanu (2012), opposition (2012) |
| 2012a | 15,8                | 52 / 412            | 16,7  | 22 / 176 | 2e   | Opposition (2012-2014)                                                   |

### Présidentielles
| Année | Candidat       | 1er tour | 1er tour | 2e tour | 2e tour |
| Année | Candidat       | %        | Rang     | %       | Rang    |
| ----- | -------------- | -------- | -------- | ------- | ------- |
| 2009  | Traian Băsescu | 32,4     | 1er      | 50,3    | 1er     |

### Européennes
| Année | %    | Mandats | Tête de liste    | Rang | Groupe |
| ----- | ---- | ------- | ---------------- | ---- | ------ |
| 2009  | 29,7 | 10 / 33 | Theodor Stolojan | 2e   | PPE    |
| 2014  | 12,3 | 5 / 32  | Theodor Stolojan | 3e   | PPE    |

a  Membre de l'Alliance de la Roumanie droite. Sont présentés les suffrages obtenus par la coalition, mais le nombre de sièges obtenus par le PDL.